# Finska viken

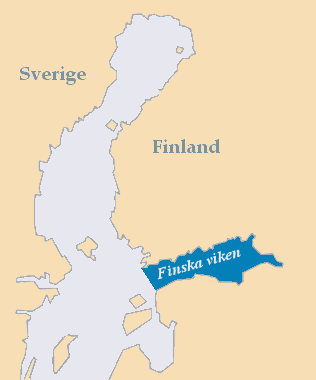
Finska viken

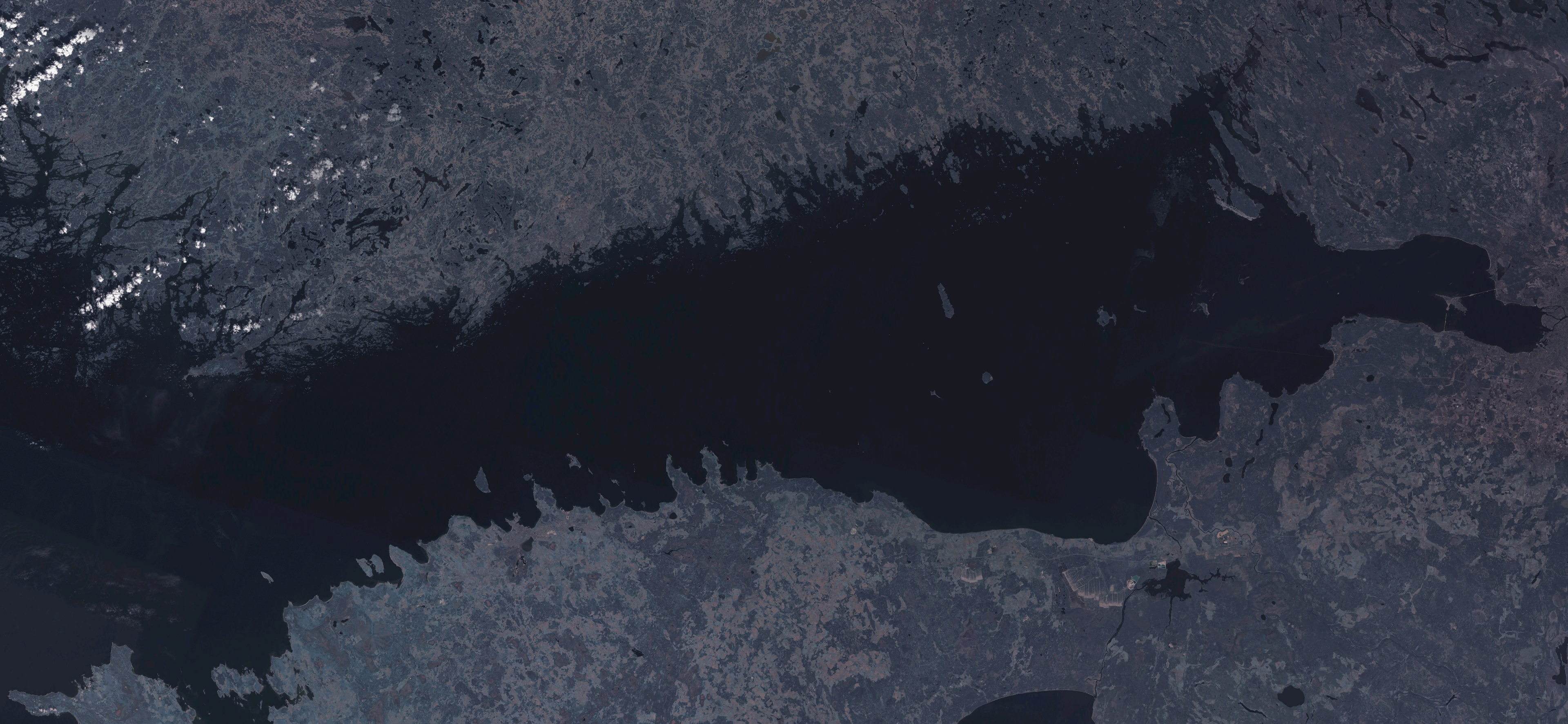
Satellitbild över Finska viken.

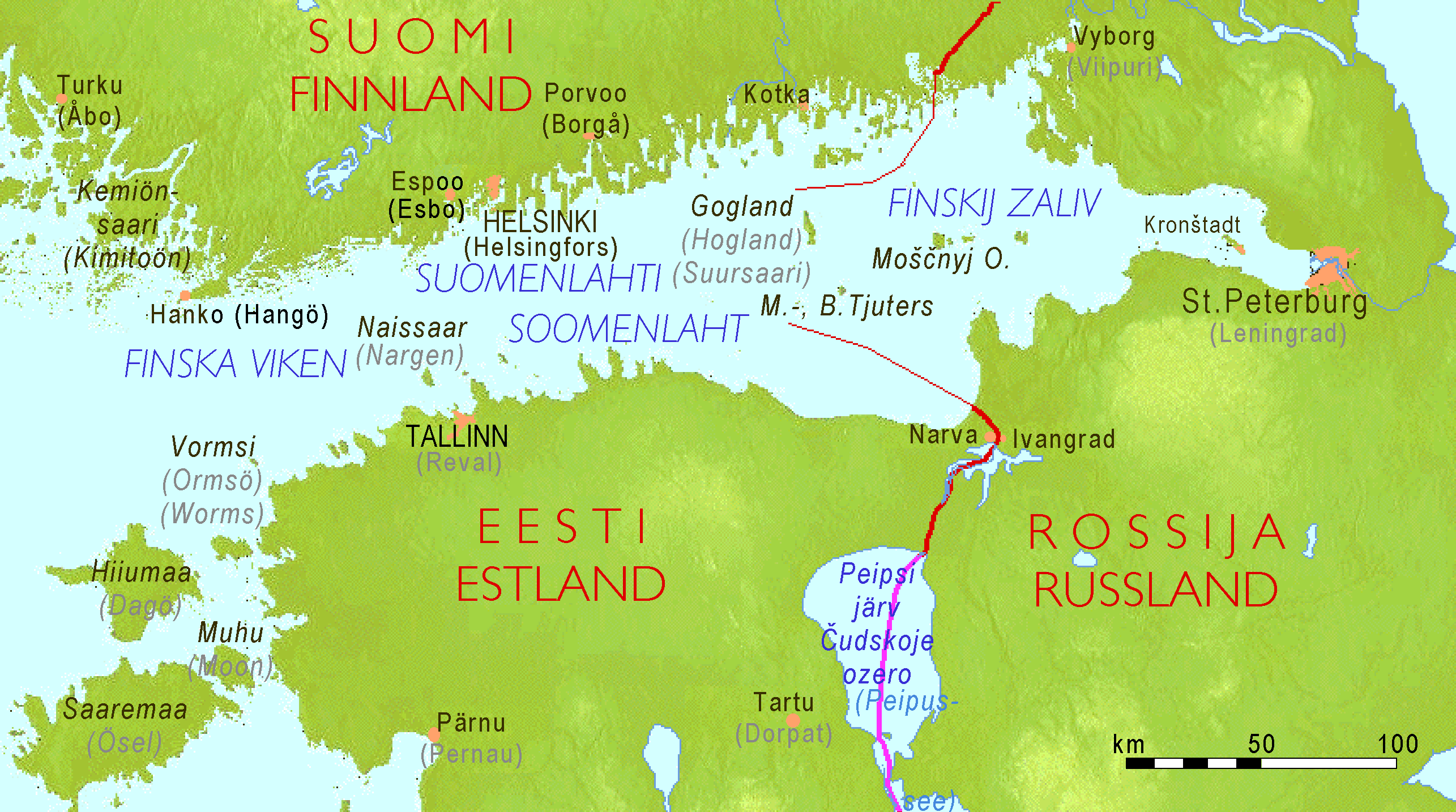
Karta över Finska viken.

Finska viken (finska: Suomenlahti; estniska: Soome laht; ryska: Финский залив Finskij zaliv) är den östligaste viken i Östersjön, belägen mellan Finland och Estland. De östra delarna av Finska viken tillhör Ryssland.
De största kuststäderna vid Finska viken är Sankt Petersburg, Helsingfors och Tallinn. Rysslands viktigaste oljehamnar finns längst in i viken, omkring Sankt Petersburg.

## Geografi
Finska vikens areal uppgår till 29 500 km², längden till 428 km och bredden till 120 km. Bredden vid Finska vikens mynning är 75 km och avståndet från Porkkala till Rohuneeme utanför Tallinn 52 km. I öster smalnar Finska viken av till den 10–28 km breda Kronstadtsviken. Den största viken på den norra kusten är Viborgska viken och i söder Narvabukten.
Det finns ett flertal utöar i Finska viken, av dessa är Hogland, Tytterskären, Lövskär och Seitskär bland de största. De djupaste partierna kan hittas i Finska vikens mynning där det finns en sänka på 80–100 meter. Vid sydkusten finns det till och med djup på över 100 meter, när det på nordkusten inte ens är djupare än 60 meter vid samma avstånd från kusten. Den allra djupaste punkten, 121 m, finns vid den estniska kusten, strax nordost om Tallinn. Omkring 5 procent av Östersjöns vattenmassor finns i Finska viken.
Havsströmmarna försöker vrida sig medsols på norra halvklotet, på grund av Corioliseffekten, därför går strömmarna vid den estniska kusten mot öster och vid den finska kusten mot väster. Den stora Nevafloden har sitt utlopp längst in i Finska viken. Därför är vattnet sötare i öster än i väster.
Gränsen västerut för Finska viken motsvaras av östgränsen för Egentliga Östersjön. Det motsvarar en rak linje från Hangö udd till estländska fastlandets nordvästligaste hörn.

## Miljöproblem
Den stora övergödningen av Finska viken förorsakar det största problemet – algblomningen, som förekommer sommartid, kan täcka stora områden. Den 1 december 2015 publicerades dock en rapport som visade att under närmast föregående decennium hade algmängderna och fosforbelastningen från land minskat.